# 萨塞达-特拉谢拉
萨塞达-特拉谢拉，是西班牙卡斯蒂利亚-拉曼恰昆卡省的一个市镇。总面积31平方公里，总人口91人（2001年），人口密度3人/平方公里。